# جوزفين ديكر
جوزفين ديكر (بالإنجليزية: Josephine Decker)‏ هي مخرجة وممثلة أمريكية، ولدت في 1981 بلندن في المملكة المتحدة.

## وصلات خارجية
- جوزفين ديكر على موقع IMDb (الإنجليزية)
- جوزفين ديكر على موقع ألو سيني (الفرنسية)
- جوزفين ديكر على موقع أول موفي (الإنجليزية)
- جوزفين ديكر على موقع قاعدة بيانات الفيلم (الإنجليزية)
- جوزفين ديكر على موقع كينوبويسك (الروسية)